# ATE9-1
ATE9-1 es el nombre de catálogo de una mandíbula parcial fosilizada, conocida comúnmente como mandíbula de la sima del Elefante datada en 1,2 millones de años de antigüedad (dentro del Calabriense), mucho más antiguos que los restos de Homo antecessor de Gran Dolina, lo que hace retroceder considerablemente la presencia de homínidos en Europa. Hallada por Rosa Huguet, parte del Equipo de Atapuerca, el 30 de junio de 2007 después de haber encontrado un diente, en la sima del Elefante, en el Sitio arqueológico de Atapuerca, Burgos (España). Al año siguiente fue publicado el descubrimiento por Eudald Carbonell et al. La datación fue realizada por múltiples métodos: bioestratigrafía, litoestratigrafía y  técnica de los núclidos cosmogénicos.
Las iniciales ATE del nombre corresponden a ATapuerca-sima del Elefante y 9 a la unidad estratigráfica. El ejemplar se conserva y exhibe en el Museo de la Evolución Humana de Burgos, España.

## Taxonomía y descripción
El fósil fue asignado, en primera instancia, a la especie Homo antecessor, si bien, los mismos autores, debido a la antigüedad y morfología, prefirieron dejarlo en Homo sp. (pertenecientes al género Homo pero sin precisar la especie).
Se trata de un individuo adulto de unos 20 años y, en las cercanías también había 32 herramientas de sílex de tipo olduvayense (modo 1).
El fragmento abarca desde el alveolo del premolar 4 izquierdo hasta el alveolo del molar 1 derecho. Algunos de los dientes están presentes completos, mientras otros están fragmentados o incomplentos.
La mandíbula presenta características que la aproximan a las de los Homo más antiguos de África y de Dmanisi (Georgia) pero con rasgos que la diferencian, por ejemplo, rasgos modernos, incluida una incipiente barbilla.